# Nano González
Mariano González Maroto (Málaga, 27 de octubre de 1984), más conocido como Nano González, es un futbolista español. Juega como defensa y su club es el Lincoln Red Imps F. C. de la Liga Nacional de Gibraltar.

## Trayectoria

### España
Nacido en Málaga, Andalucía, Nano pasó los primeros seis años como adulto en ligas menores, representando a equipos como la UD Fuengirola Los Boliches, UD Marbella, FC Barcelona B, Córdoba CF, UE Lleida y FC Cartagena. La excepción a esto ocurrió durante la temporada 2005-06, cuando disputó un total de 198 minutos en Segunda división de España para el Gimnàstic de Tarragona, equipo que finalizaría la temporada subiendo a Primera División de España.
En la temporada 2009-2010, Nano vuelve a la Segunda División, firma un contrato con el Cádiz CF, equipo que finalizaría la temporada descendiendo a Segunda División B de España. Marcó su primer gol como profesional el 4 de octubre de 2009, en la victoria a domicilio por 0-1 contra el Albacete Balompié.
Después de dos años en Segunda División B de España con el Real Oviedo, Nano regresa a Segunda división de España al firmar con la SD Ponferradina. Sólo se perdió un partido en su primera y única temporada, añadiendo dos goles para ayudar al club a evitar el descenso tan solo un año después de ascender.

### Panathinaikos
En el verano de 2013, después de negarse a aparecer a los entrenamientos, Nano se unió el Panathinaikos de Grecia. Hizo su debut en la Primera División de Grecia el 18 de agosto del mismo año, en la victoria por 2-0 en casa contra Panetolikos FC.
El 8 de diciembre de 2014, Nano extendió su contrato con el Panathinaikos hasta 2017.  Durante su periodo en Atenas se reconvierte en lateral izquierdo. El 23 de agosto de 2016 se resolvió su contrato con el Panathinaikos con el cual le quedaba una temporada más de contrato, después de haber disputado un total de 107 partidos (5 goles, 20 asistencias) en todas las competiciones.

### Vuelta a España
El 25 de agosto de 2016, se concretó su vuelta a España, Nano firmó un contrato con la Union Deportiva Almería para las próximas dos temporadas. El 17 de julio de 2019, el Recreativo de Huelva anunció su fichaje, al año siguiente fichó al equipo gibraltareño de St. Joseph's.

## Clubes
| Club                       | País      | Año       |
| -------------------------- | --------- | --------- |
| Fuengirola Los Boliches    | España    | 2003-2004 |
| U. D. Marbella             | España    | 2004-2005 |
| Gimnàstic de Tarragona     | España    | 2006-2007 |
| F. C. Barcelona B (cedido) | España    | 2006      |
| Córdoba C. F. (cedido)     | España    | 2007      |
| U. E. Lleida               | España    | 2007-2008 |
| F. C. Cartagena            | España    | 2008-2009 |
| Cádiz C. F.                | España    | 2009-2010 |
| Real Oviedo                | España    | 2010-2012 |
| S. D. Ponferradina         | España    | 2012-2013 |
| Panathinaikos              | Grecia    | 2013-2016 |
| U. D. Almería              | España    | 2016-2019 |
| R. C. Recreativo de Huelva | España    | 2019-2020 |
| St. Joseph's F. C.         | Gibraltar | 2020-2022 |
| Lincoln Red Imps F. C.     | Gibraltar | 2022-     |

## Palmarés

### Títulos nacionales
| Título             | Club                | País   | Año     |
| ------------------ | ------------------- | ------ | ------- |
| Segunda División B | F. C. Cartagena     | España | 2008-09 |
| Copa de Grecia     | Panathinaikos F. C. | Grecia | 2013-14 |